# Alt-Treptow
För andra betydelser, se Treptow (olika betydelser).
Alt-Treptow är en stadsdel i östra delen av Berlin, Tyskland, söder om floden Spree.  Stadsdelen har 10 926 invånare (2012) och ingår sedan 2001 i stadsdelsområdet Treptow-Köpenick, som den givit namn åt.  

## Historia
Alt-Treptow betyder gamla Treptow och är döpt efter byn och godset Treptow som tidigare låg på platsen.
Stadsdelen låg mellan 1945 och 1990 i den sovjetiska ockupationssektorn i Östberlin och DDR.  Berlinmuren skilde stadsdelen från stadsdelarna Kreuzberg och Neukölln som låg i Västberlin.

## Geografi och sevärdheter

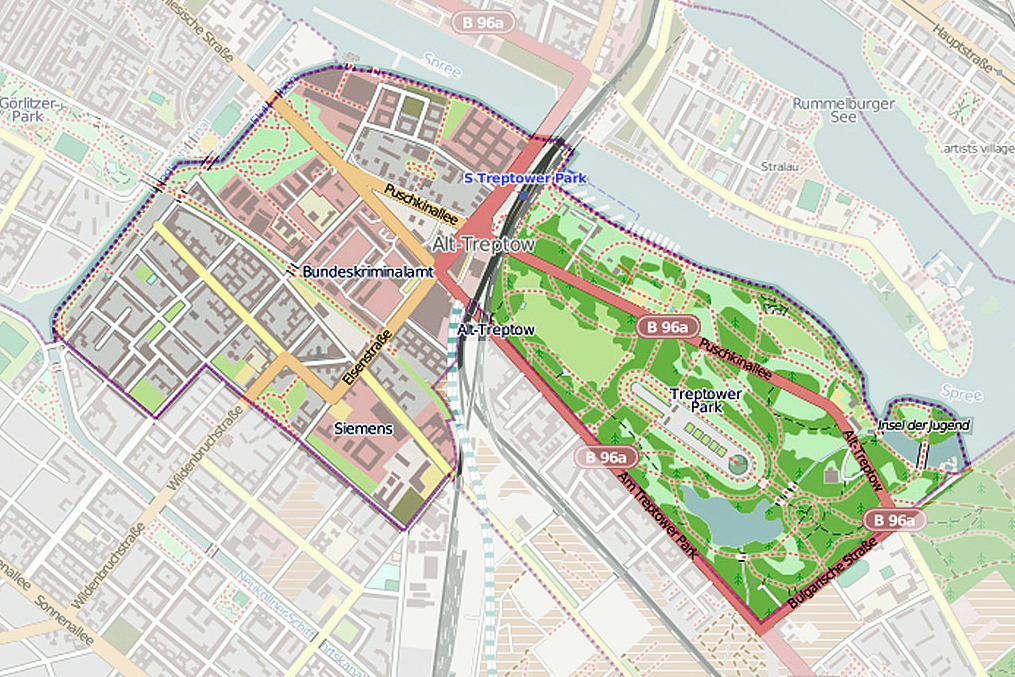
Karta över stadsdelen.

Stadsdelen är bland annat känd för skyskrapekomplexet Treptowers, uppfört efter Tysklands återförening på 1990-talet, och parken Treptower Park med ett stort krigsmonument till minne över stupade soldater vid Röda arméns erövring av Berlin 1945. Parken upptar en stor del av stadsdelens yta. Från Treptower Park utgår kryssningsbåtar som trafikerar floden Spree. I parken ligger också Archenholdobservatoriet, ett astronomiskt observatorium, och ön Insel der Jugend.

## Kommunikationer
Stationen Treptower Park för Berlins pendeltåg på ringlinjen ligger i stadsdelen.